# 熊耳山
熊耳山，位于中国河南省境内，洛阳西南，为秦岭东段的支脉，为东北-西南走向。熊耳山海拔在700米至1600米之间，其中主峰为全宝山，海拔2054米，为伊河和洛河的分水岭。
隋末群雄之一的李密最後便是兵敗逃入熊耳山死於此。

## 领域
河南熊耳山地区包括洛宁县、栾川县、嵩县大部分地区，以及卢氏县、宜阳县的部分地区。西起卢氏县范里镇，东至陆浑水库；北起洛宁山前大断裂，南至马超营断裂；东西长约80公里，南北宽15至40公里，面积约2000平方公里。

## 地理
它是元古代后，长期隆起的混合花岗岩苍穹，是重要的金矿和多金属矿集区之一。

## 旅游
位于河南省三门峡市卢氏县境内的熊耳山景区于2013年成为国家4A级旅游景区。景区总面积150平方公里，配套建设用地600亩，拥有温泉民俗文化区、休闲养生区、休闲观光农业区、服务设施等几个主要项目。河南宏阳集团为景区的开发商。

## 延伸阅读
[在维基数据编辑]
 《欽定古今圖書集成·方輿彙編·山川典·熊耳山部》，出自陈梦雷《古今圖書集成》